# Wimaladasa
Wimaladasa (XV w.), mnich i  filozof dżinijski należący do tradycji digambrów.
Urodził się w niewielkim mieście Tandża, w którym spędził również większość swego życia. Jego dzieło Rzeka siedmiu skorelowanych predykatów stanowi ważną pozycję dla doktryny wieloaspektowości bytu.